# Kirchenkreis Fulda
Der Kirchenkreis Fulda ist ein Kirchenkreis der Evangelischen Kirche von Kurhessen-Waldeck (EKKW) im Sprengel Hanau-Hersfeld. In den 24 Gemeinden des Kirchenkreises leben rund 40.600 evangelische Christinnen und Christen. Für sie sind 40 Pfarrerinnen und Pfarrer zuständig. Leiter des Kirchenkreises ist Dekan Thorsten Waap. Sitz des Kirchenkreises ist Fulda.

## Gemeinden
Das Gebiet des Kirchenkreises ist weitgehend deckungsgleich mit dem des Landkreises Fulda und somit dem des ehemaligen Hochstiftes Fulda. Die Bevölkerung ist deshalb, anders als in den meisten anderen Kirchenkreisen der EKKW, mehrheitlich römisch-katholisch. Die meisten Kirchengemeinden wurden erst im 19. oder 20. Jahrhundert gegründet. 
Derzeit (Stand: April 2020) besteht der Kirchenkreis aus folgenden Kirchengemeinden:
- Bad Salzschlirf-Großenlüder
- Bieberstein-Dipperz
- Buchenau
- Burghaun-Rothenkirchen
- Hettenhausen-Dalherda
- Eiterfeld-Rasdorf
- Flieden-Neuhof
- Bonhoeffergemeinde Fulda
- Bronnzell-Eichenzell Fulda
- Christuskirche Fulda
- Lutherkirche Fulda und Christophoruskirche Künzell
- Kreuzkirche Fulda
- Versöhnungskirche-Matthäuskirche Fulda
- Gersfeld
- Habel
- Hilders
- Hünfeld
- Langenschwarz-Kiebitzgrund
- Mansbach
- Neuswarts
- Petersberg
- Tann

## Lage
Der Kirchenkreis grenzt im Norden an den Kirchenkreis Hersfeld-Rotenburg, im Süden an den Kirchenkreis Kinzigtal (beide EKKW), im Westen an das Dekanat Vogelsberg der Evangelischen Kirche in Hessen und Nassau und im Osten an die Evangelische Kirche in Mitteldeutschland.